# Rattanachat Niamthaisong
Rattanachat Niamthaisong (thailändisch รัตนชาติ เนียมไธสง; * 21. Mai 2001 in Bangkok) ist ein thailändischer Fußballspieler.

## Karriere
Rattanachat Niamthaisong erlernte das Fußballspielen in den Jugendmannschaften des BG Pathum United FC. Hier unterschrieb er am 1. Januar 2020 auch seinen ersten Vertrag. Der Verein aus der Hauptstadt Bangkok spielt in der ersten Liga des Landes, der Thai League. Am 4. Januar 2022 wechselte er bis Saisonende zum Zweitligisten Raj-Pracha FC. Sein Zweitligadebüt gab Rattanachat Niamthaisong am 6. März 2022 (26. Spieltag) im Heimspiel gegen den Ayutthaya United FC. Hier stand er in der Startelf und stand die komplette Spielzeit im Tor. Raj-Pracha gewann das Spiel 3:0. Am Ende der Saison 2021/22 musste er mit Raj-Pracha als Tabellensechzehnter den Weg in die dritte Liga antreten. Nach seiner Rückkehr zu BG Pathum wurde der Torhüter dann kurze Zeit später an den Chanthaburi FC in die Thai League 3 verliehen. Mit dem Verein aus Chanthaburi trat er in der Eastern Region der Liga an. Am Ende der Saison feierte er mit dem Verein aus Chanthaburi die Vizemeisterschaft der Region sowie den Aufstieg in die zweite Liga. Anfang August 2023 unterschrieb er einen Vertrag beim Zweitligaabsteiger Raj-Pracha FC. Mit dem Verein spielte er neunmal in der Western Region der Liga. Mitte Dezember 2024 unterschrieb er einen Vertrag beim ebenfalls in der Western Region spielenden Saraburi United FC. Nach neun Ligaspielen für den Verein aus Saraburi kehrte er im August 2024 zum Raj-Pracha FC zurück.